# Time (Unix)
Pour les articles homonymes, voir Time.
time est une commande Unix. Elle est utilisée pour déterminer le temps d'exécution d'une certaine commande.

## Utilisation
Pour utiliser cette commande, il faut juste la faire précéder à une autre commande, comme ceci :
```
time
 
ls

```

Quand la commande est terminée, time affiche combien de temps elle a mis pour s'exécuter en affichant le temps CPU, le temps CPU système et le temps réel. Le format de sortie dépend de la version de la commande, certaines donnent d'autres informations en plus.

## GNU Time
Distribuée dans la plupart des systèmes GNU/Linux, l’implémentation GNU affiche les ressources système utilisées par un programme ; le résultat peut être personnalisé ou sauvegardé dans un fichier.